# خاویر اسپینوسا
خاویر اسپینوسا گونزالس (اسپانیایی: Javier Espinosa González‎؛ زادهٔ ۱۹ سپتامبر ۱۹۹۲) بازیکن فوتبال اهل اسپانیا است.
از باشگاه‌هایی که در آن بازی کرده‌است می‌توان به بارسلونا بی، ویارئال، آلمریا، الچه، لوانته، گرانادا و توئنته اشاره کرد.